# Maslowskia
Maslowskia — род бабочек из семейства голубянок. В соответствии с современной классификацией отнесён к роду Celastrina.

## Описание
Бабочки небольшого размера. Окраска верхней стороны крыльев самцов — фиолетово-голубая с узким чёрным краем. У самки чёрный краевой рисунок образует в кайму близ вершины крыла, где продолжается вдоль костального края. Задние крылья без хвостиков. На нижней стороне крыльев окраска светло-серая, с голубым налетом у корней крыльев. На передних и задних крыльях хорошо выражен чёрный рисунок. Кормовое растение гусениц — кустарник принсепия китайская (Prinsepia sinensis). 

## Ареал
Северо-восточный Китай, Корейский полуостров и юг Приморья в России. Бабочки встречается в долинных смешанных лесах и кустарниковых зарослях.

## Виды
- Maslowskia filipjevi (Riley, 1934) = Celastrina filipjevi (Riley, 1934) — Голубянка Филипьева
- Maslowskia oreas (Leech, [1893]) = Celastrina oreas (Leech, [1893]) — Голубянка ореада, или Голубянка ореас